# Comuna de Dobrc
Dobrcz (polaco: Gmina Dobrcz) é uma gminy (comuna) na Polónia, na voivodia de Cujávia-Pomerânia e no condado de Bydgoski. A sede do condado é a cidade de Dobrcz.
De acordo com os censos de 2007, a comuna tem 9301 habitantes, com uma densidade 69 hab/km².

## Área
Estende-se por uma área de 130,41 km².

## Comunas vizinhas
- Bydgoszcz, Dąbrowa Chełmińska, Koronowo, Osielsko, Pruszcz